# Mediace (mediální studia)
V oboru mediálních studií je mediace brána jako proces zprostředkování sdělení prostřednictvím médií, využívá se potenciál médií být nejdůležitějším informačním zdrojem společnosti.

## Teoretické uchopení
V mediálních studiích popisuje teoretik Marshall McLuhan „médium je poselství“ (anglicky medium is the message). Nebo médium daného sociálního objektu (jako je kniha, CD nebo televizní show) jako měřítko pro jak kulturní tak i pro materiální prvky společnosti, ve které daný objekt existuje. Samo médium, na kterém je tedy informace přenášena už je samo o sobě zprávou.
McLuhan též popisuje různé typy kulturních a materiálních procesů, které jsou vznikají mezi tiskovými médii (jako jsou knihy a časopisy) a elektronickými médii, jako je televize, rádio a film. Zatímco tisk vyžaduje myšlení, které je lineární, chronologické a oddělené od myšlení druhých, jsou elektronická média považována za více organická, simultánní a vzájemně závislá na jiných médiích a na ostatních uživatelích těchto médií. Médium se chová jako rámec, který mění nejen formy komunikace, ale také její obsahy (= „medium is the message“). Například filozofické úvahy nelze zakódovat pomocí kouřových signálů, či na zprávu napsanou na motáku se hledí jinak než na zprávu napsanou v poznámkách v mobilním telefonu.
S mediací se pojí i pojem remediace, který značí metody, kterými se média mění a snaží se vylepšovat způsoby starých médií, což vede k poskytování nových cest k vytváření sociálních vztahů a nových společenských významů.

## Vliv marxismu na pohled na média
Mnoho teoretiků nyní uvažuje o tom, jak marxistická teorie (například: pracovník vyrábějící obuv v továrně na obuv nejen vyrábí boty, ale i potenciální směnnou hodnotu. Boty jsou komodity, které lze prodat za peníze. Tímto způsobem je hodnota práce pracovníka směnná hodnota bot, které vyrábí, minus jeho kompenzace. Současně však má vyrobená obuv určité společenské nebo kulturní hodnoty.) ovlivňuje způsob, jakým uvažujeme o médiích a naopak. Nová média se stávají hlavní formou komunikace napříč společností. Mediální teoretici často používají prvky marxistické teorie, jako je mediace, aby se zkoumali to, jak nová média ovlivňují sociální vztahy a životní styl díky jejich schopnosti komunikovat obrazy, zvuky, symboly a další formy informací po celém světě. Vyprodukované informace (či jejich znalost) šířené prostřednictvím nových médií mají též určité společenské či kulturní hodnoty.